# Serrat de la Cistellera
El Serrat de la Cistellera és una serra situada al municipi dels Hostalets de Pierola a la comarca de l'Anoia, amb una elevació màxima de 262 metres.